# Monferran-Savès
Monferran-Savès – miejscowość i gmina we Francji, w regionie Oksytania, w departamencie Gers.
Według danych na rok 1990 gminę zamieszkiwało 617 osób, a gęstość zaludnienia wynosiła 25 osób/km² (wśród 3020 gmin regionu Midi-Pyrénées Monferran-Savès plasuje się na 510. miejscu pod względem liczby ludności, natomiast pod względem powierzchni na miejscu 421.).